# Милославка
Милославка — деревня в Переславском районе Ярославской области России. На уровне муниципального устройства входит в состав городского округа Переславль-Залесский. До 2018 года входила в состав Рязанцевского сельского поселения.

## География
Деревня находится в южной части области, в зоне хвойно-широколиственных лесов, при железнодорожной линии Александров — Ярославль, на расстоянии примерно 17 километров (по прямой) к юго-востоку от города Переславль-Залесский, административного центра района. Абсолютная высота — 213 метров над уровнем моря.

### Климат
Климат характеризуется как умеренно континентальный, с умеренно холодной зимой и относительно тёплым влажным летом. Среднегодовая температура воздуха — 3,5 °C. Средняя температура воздуха самого холодного месяца (января) — −13,3 °C (абсолютный минимум — −39,5 °C); самого тёплого месяца (июля) — 18 °C (абсолютный максимум — 37 °C). Безморозный период длится около 214 дней. Годовое количество атмосферных осадков составляет около 646 мм, из которых большая часть выпадает в тёплый период. Снежный покров держится в среднем в течение 151 дня.

### Часовой пояс
Милославка, как и вся Ярославская область, находится в часовой зоне МСК (московское время). Смещение применяемого времени относительно UTC составляет +3:00.

## Население
| 1859 | 1905 | 1926 | 2007 | 2010 |
| ---- | ---- | ---- | ---- | ---- |
| 116  | ↗117 | ↗154 | ↘13  | ↘8   |

### Национальный состав
Согласно результатам переписи 2002 года, в национальной структуре населения русские составляли 100 % из 13 чел.